# 佐賀果試34号
佐賀果試34号（さがかし34ごう）は、ミカン科ミカン属の柑橘類、タンゴールのひとつである。

## 来歴
2000年頃、佐賀県では、県産品である「不知火」の樹勢低下による減酸不良や小玉化等が産地で問題になっており、佐賀県果樹試験場では、樹勢が強く減酸が早く果実が大きい新品種の育成が求められていた。そこで、「不知火」を種子親に「紅甘夏」の花粉を交配し得られた種子を選抜・育成し、2003年11月に育種目標に適った品種として「佐賀果試34号」が品種登録された。

## 特徴
果実の形は洋梨形、重さは320 グラム強で「不知火」より重く、果皮の色は橙で剥皮はやや難しい。酸味は「不知火」より低く、成熟期が「不知火」より早くて、酸含量は1月中下旬に1%よりも低下する。果汁の糖度（Brix）は1月中旬で12.5以上と安定して高く、食味は良好である。